# 范维纲
范维纲（1922年8月—2017年11月26日），山西省榆次县人，中国人民解放军大校，原海军航空兵副政治委员。

## 生平
1938年参加八路军。抗日战争时期，在八路军第129师担任政治指导员，先后参加白晋、邢沙永、百团大战、太岳等战役战斗。第二次国共内战时期，在晋冀鲁豫军区第3纵队9旅政治部任职，先后参加上党、平汉、豫北、张凤集、鄄城、滑县、淮海等战役战斗。
1949年10月中华人民共和国成立后，历任中国人民解放军第11军政治部保卫部副部长，青岛海军基地政治部保卫部副部长、部长，海军政治部保卫部副部长、秘书长等职。1955年被授予上校军衔，1964年晋升大校。1975年9月，任海军装备技术部副政治委员，1983年接替袁意奋担任政治委员。1984年至1985年，任海军航空兵部副政治委员。
2017年11月26日在北京逝世。